# El Paso County, Colorado
El Paso County är ett administrativt område i delstaten Colorado, USA, med 622 263 invånare. Den administrativa huvudorten (county seat) är Colorado Springs. 

## Geografi
Enligt United States Census Bureau så har countyt en total area på 5 517 km². 5 509 km² av den arean är land och 8 km² är vatten. 

### Angränsande countyn
- Douglas County - nord
- Elbert County - nord och öst
- Lincoln County - öst
- Crowley County - sydöst
- Pueblo County - syd
- Fremont County - väst
- Teller County - väst